# Diecezja Jaú
Diecezja Jaú – diecezja rzymskokatolicka w Brazylii. Siedzibą biskupa jest Katedra Najświętszej Maryi Panny Patronki w Jaú. Sufragania Metropolii Campinas. 

## Historia
Diecezja została erygowana przez papieża Franciszka 26 czerwca 2024 poprzez wydzielenie z diecezji São Carlos.

## Zwierzchnicy
- Francisco Carlos da Silva (od 2024)